# Muja (cá sấu)
Muja (Kirin Serbia: Муја; phát âm: MOO-ya) là một con cá sấu Mỹ tại Vườn thú Beograd ở Serbia, là cá sấu sống thọ nhất trên thế giới trong điều kiện nuôi nhốt. Đến vườn thú vào năm 1937, Muja đã sống qua cả hai cuộc ném bom của Phe Trục và Phe Đồng Minh vào Beograd trong Thế chiến thứ hai, cũng như cuộc ném bom của NATO vào Nam Tư năm 1999.
Sau cái chết của một con cá sấu khác là Čabulītis tại Vườn thú Riga ở Latvia vào năm 2007, Muja được Kỷ lục Guinness thế giới công nhận là con cá sấu thọ nhất được biết đến trong điều kiện nuôi nhốt. Năm 2012, bàn chân phải của Muja buộc phải cắt bỏ sau khi nó được chẩn đoán mắc chứng hoại thư. Muja trở nên phổ biến trong giới du khách đến thăm vườn thú và đã thu hút được lượng lớn người theo dõi trên các nền tảng truyền thông xã hội như TikTok.

## Đời sống

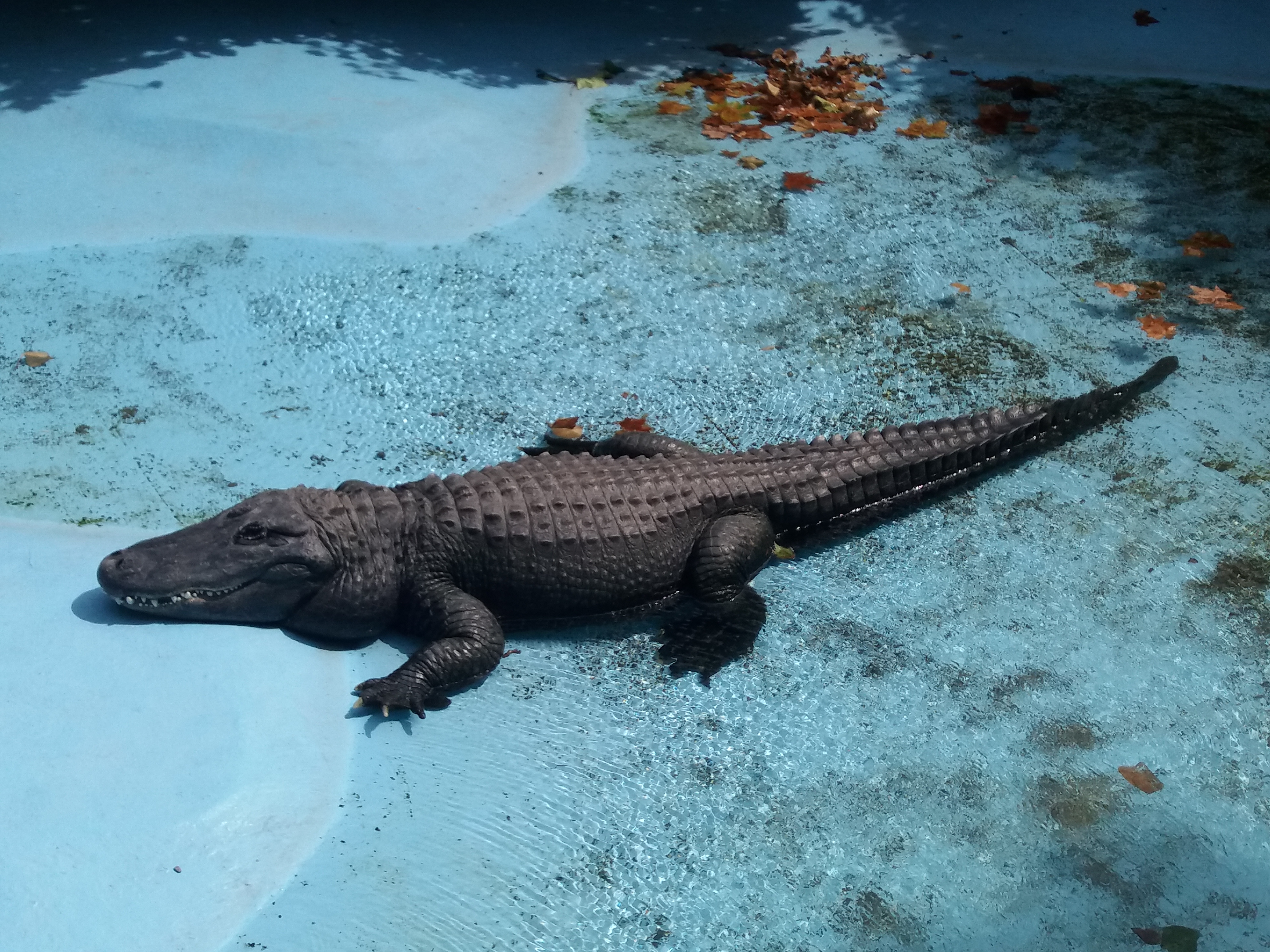
Muja vào năm 2018

Muja là một loài cá sấu Mỹ (Alligator mississippiensis). Theo Vườn thú Beograd, nó được đưa đến đây vào ngày 9 tháng 8 năm 1937. Sách Kỷ lục Guinness Thế giới cho biết ngày nó đến là ngày 12 tháng 9 năm 1937. Tuổi của Muja tại thời điểm mà nó đến là không xác định. Cá sấu thường phát triển từ 3 inch (76 mm) đến 8 inch (200 mm) mỗi năm sau khi trứng nở, và được coi là trưởng thành khi đạt chiều dài 1,8 mét (5 ft 11 in). Trung bình mất khoảng 12 năm để một con cá sấu trưởng thành hoàn toàn. Vì Muja đã trưởng thành hoàn toàn vào năm 1937, nên khi đến đây nó có thể ít nhất 10-12 tuổi. Ngược lại, một bài báo đương thời cho biết nó mới hai tuổi vào thời điểm nó đến. Tất cả các tài liệu liên quan đến việc mua lại của nó đã bị mất trong Thế chiến thứ hai. Những mất mát ghi chép như vậy không phải là hiếm và nhiều vườn thú trên thế giới gặp khó khăn trong việc xác định tuổi chính xác của những con cá sấu già của họ.
Muja sống sót sau trận ném bom của Đức vào Beograd vào tháng 4 năm 1941, trong cuộc xâm lược của phe Trục vào Nam Tư, trong đó Vườn thú Beograd đã bị hư hại. Nó cũng sống sót sau trận ném bom của quân Đồng minh vào Beograd năm 1944. Trong những năm chiến tranh, vườn thú hầu như không thể hoạt động và các loài động vật phải đối mặt với mùa đông khắc nghiệt. Điều này dẫn đến cái chết của nhiều động vật trong vườn thú. Năm 1999, Muja đã sống qua cuộc ném bom của NATO vào Nam Tư, trong đó các tòa nhà cách Vườn thú Beograd một vài dãy phố đã bị phá hủy.
Tuổi thọ trung bình của cá sấu Mỹ là từ 35 đến 50 năm. Theo một số tài liệu, Muja trở thành con cá sấu thọ nhất được biết đến trong điều kiện nuôi nhốt vào năm 2007, khi Čabulītis chết tại Vườn thú Riga ở Latvia. Các nguồn khác cho thấy Muja trở thành con cá sấu thọ nhất thế giới vào tháng 5 năm 2020, sau cái chết của Saturn trong Vườn thú Moskva. Muja là con vật cuối cùng còn sót lại của Vườn thú Beograd từ những năm 1930 và 1940. Nó được nhiều người coi là con cá sấu thọ nhất còn sống trong điều kiện nuôi nhốt và đã được Kỷ lục Guinness Thế giới công nhận. Tuy nhiên, cũng không có gì lạ khi những con cá sấu trong môi trường nuôi nhốt có thể sống hơn 70 năm.

## Sức khỏe và lối sống
Muja dành cả mùa hè trong một cái ao và mùa đông trong một cái chuồng đặc biệt được cải tạo vào năm 2016 để trông giống như một hang động. Nó được cho ăn một lần mỗi tuần và thường ăn 5–6 kilôgam (11–13 lb) thịt. Chế độ ăn của nó bao gồm chuột, thỏ đã lột da, thịt chim, thịt ngựa và thịt bò. Nó ăn cả thịt lẫn xương, điều này rất tốt cho răng và duy trì hàm lượng canxi. Do tuổi già sức yếu, nó rất khó tìm kiếm thức ăn và thay vào đó những người trông coi vườn thú đã đặt thức ăn ngay trước hàm của nó. Trừ khi được đánh động hoặc cho ăn, Muja thường nằm bất động, khiến một số du khách hay hỏi xem liệu nó còn sống hay không. Theo bác sĩ thú y của vườn thú là Jožef Ezveđ, đối với một con cá sấu có tuổi như nó Muja có khả năng vận động tốt.
Vào tháng 2 năm 2012, những người trông coi vườn thú nhận thấy có vẻ Muja đang cảm thấy khó chịu ở chân trước bên phải của nó. Một nhóm nhân sự do bác sĩ phẫu thuật thú y Srećko Radojičić dẫn đầu đã khám và chẩn đoán Muja mắc chứng hoại thư, nhận định rằng cách duy nhất để kéo dài sự sống là phải cắt cụt chân của nó. Nhóm chỉ có 48 giờ để chuẩn bị cho cuộc phẫu thuật. Trước khi cắt cụt chân, Muja được gây tê cục bộ và buộc chặt xuống bàn mổ. Cuộc phẫu thuật kéo dài ba giờ, theo người quản lý vườn thú Aleksandar Rakočević thì phẫu thuật đã được thực hiện bằng cách gây tê cục bộ. Muja đã được cho uống thuốc kháng sinh trước và sau khi làm phẫu thuật. "Ngay ngày hôm sau sau khi phẫu thuật, nó bắt đầu ăn", Rakočević cho biết. "Mỗi khi nó ăn đó là một dấu hiệu hồi phục." Về sau, Muja bị tách khỏi một nhóm có ba con cá sấu con được đưa đến vườn thú từ Cuba.
Tuổi thọ của Muja đã thu hút sự chú ý của người dùng mạng xã hội và con cá sấu đã trở nên phổ biến trên các nền tảng truyền thông xã hội như TikTok.